# Südost-Tagespost
Die Südost-Tagespost war eine 1945 bis 1987 bestehende Tageszeitung der steirischen ÖVP.
Das am 26. Oktober 1945 erstmals erschienene Medium hieß zunächst Das Steirerblatt. Per 1. Oktober 1951 wurde auf den 1856–1877 existierenden Titel (Grazer) Tagespost zurückgegriffen. Im Zusammenhang mit den sinkenden Auflagen und der damit verbundenen ökonomischen Krise der österreichischen Parteizeitungen wurde die Südost-Tagespost, die beim Leykam Verlag gedruckt worden ist, per 31. März 1987 auf Weisung von Landeshauptmann und Parteiobmann Josef Krainer junior eingestellt. Von der Einstellung profitierte die Kleine Zeitung beim Styria Verlag.
Das Feuilleton wurde in den 1970er und 1980er Jahren gleichberechtigt von Wolfgang Arnold und Manfred Blumauer geleitet. Als freie Mitarbeiter waren David Axmann, Rudolf List und Christian Michelides beschäftigt.
Im Wahlkampf für die 2010 stattfindenden steirischen Landtagswahlen wurde die Tagespost 2009 als monatlich erscheinende Gratiszeitung wiederbelebt. Als Herausgeber fungiert nun ein ÖVP-naher Verein.

## Chefredakteure
- 1963–1976  Dr. Helmut Schuster
- 1987–1981  Detlev Harbich
- 1983–1987 Gerfried Sperl